# 김천시 (1996년 선거구)
김천시는 대한민국의 국회의원 선거구이다. 경상북도 김천시를 관할한다. 현 지역구 국회의원은 국민의힘의 송언석이다.

## 역사
1995년 1월, 김천시와 금릉군이 통합되면서 통합 김천시가 출범했다. 이에 제15대 국회의원 선거를 앞두고 김천시·금릉군 선거구가 김천시 선거구로 개편되었다.

## 관할 구역
| 대수  | 관할 구역   |
| ----- | ----------- |
| 15대~ | 김천시 일원 |

## 역대 국회의원
| 선거   | 정당 | 정당       | 의원   |
| ------ | ---- | ---------- | ------ |
| 1996년 |      | 신한국당   | 임인배 |
| 2000년 |      | 한나라당   | 임인배 |
| 2004년 |      | 한나라당   | 임인배 |
| 2008년 |      | 한나라당   | 이철우 |
| 2012년 |      | 새누리당   | 이철우 |
| 2016년 |      | 새누리당   | 이철우 |
| 2018년 |      | 자유한국당 | 송언석 |
| 2020년 |      | 미래통합당 | 송언석 |
| 2024년 |      | 국민의힘   | 송언석 |

## 역대 선거 결과

### 대한민국 제15대 국회의원 선거
|  | 45.23% |

|  | 39.02% |

|  | 5.26% |

|  | 4.67% |

|  | 2.08% |

|  | 1.45% |

|  | 1.25% |

|  | 0.59% |

|  | 0.38% |

### 대한민국 제16대 국회의원 선거
|  | 75.36% |

|  | 14.10% |

|  | 10.53% |

### 대한민국 제17대 국회의원 선거
|  | 62.20% |

|  | 24.74% |

|  | 13.04% |

### 대한민국 제18대 국회의원 선거
|  | 53.37% |

|  | 44.29% |

|  | 2.33% |

### 대한민국 제19대 국회의원 선거
|  | 83.45% |

|  | 16.54% |

### 대한민국 제20대 국회의원 선거
|  | 64.25% |

|  | 35.74% |

### 2018년 대한민국 재보궐선거
|  | 50.31% |

|  | 49.68% |

### 대한민국 제21대 국회의원 선거
|  | 74.52% |

|  | 21.00% |

|  | 2.17% |

|  | 1.15% |

|  | 1.14% |

### 대한민국 제22대 국회의원 선거
|  | 65.78% |

|  | 23.22% |

|  | 10.98% |